# Gotthard Dieden

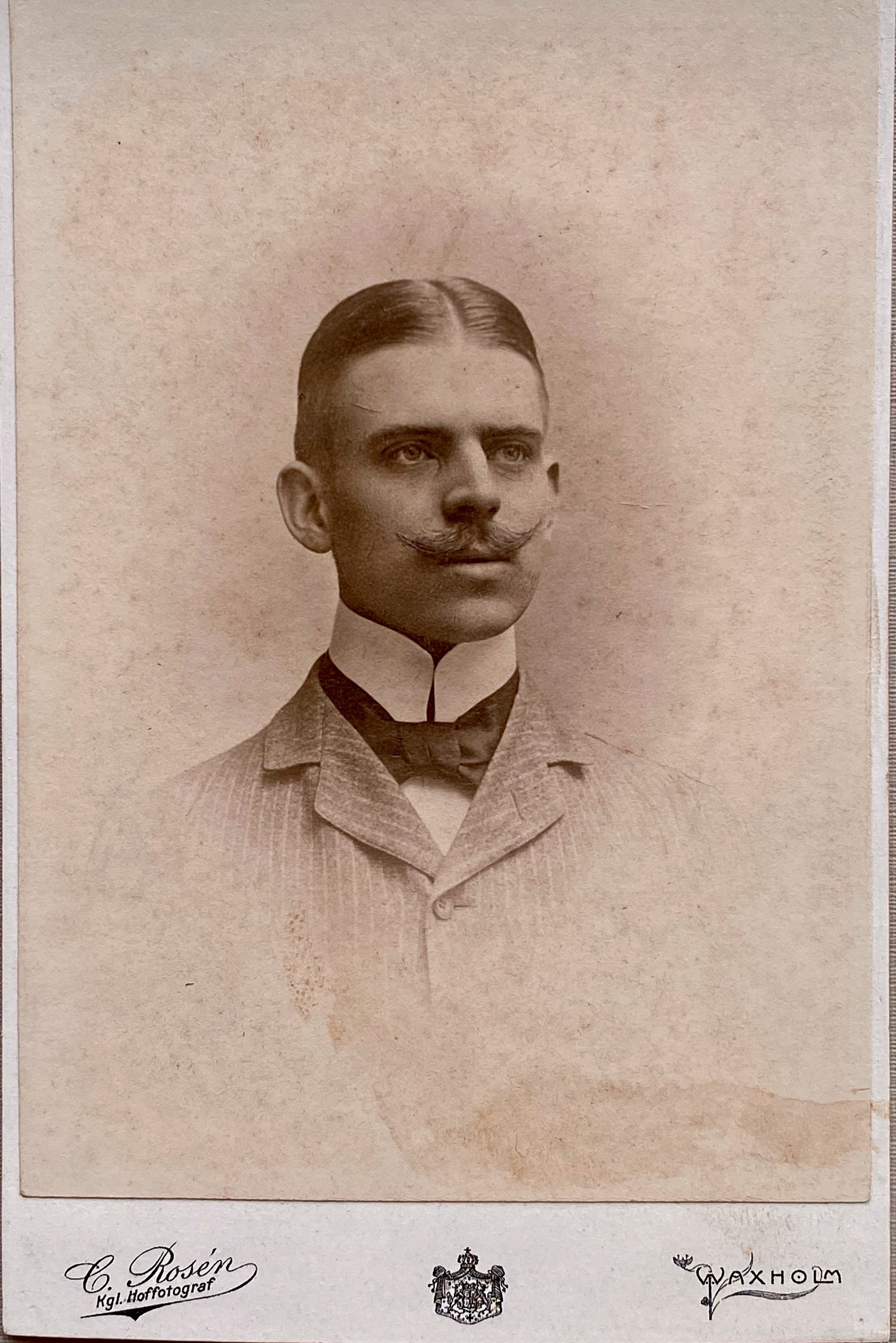
Gotthard Dieden jr 1905

Gotthard Dieden, född 8 juli 1879 i Hyllie församling, Malmöhus län, död 6 november 1968 i Lerums församling, var en svensk väg- och vattenbyggnadsingenjör. 

## Biografi
Efter studentexamen i  Malmö 1897 utexaminerades Dieden från Kungliga Tekniska högskolan i Stockholm 1901. Han blev tf. byrådirektör vid Kungliga järnvägsstyrelsen 1914, förste byrådirektör 1917, verkställande direktör vid Tidaholms bruk 1918, direktör för Göteborgs spårvägar 1920 och hamndirektör i Göteborg från 1921. Han blev överstelöjtnant i Väg- och vattenbyggnadskåren 1936.

## Familj
Dieden var son till godsägaren Gotthard Dieden senior på Bellevue gård och sonson till Johan Henrik Dieden senior. 
Gotthard Dieden var gift med Elisabet de Laval (1894–1985). De är begravda på Djursholms begravningsplats.